# Fromelles
 Fromelles  es una población y comuna francesa, en la región de Norte-Paso de Calais, departamento de Norte, en el distrito de Lille y cantón de La Bassée. Se encuentra en el extremo norte de Francia cerca de la frontera con Bélgica y en la zona donde está emplazada se desató la Batalla de Fromelles.
En 2004, tenía una población de 907; sus habitantes se llaman Fromellois.

## Historia
La Batalla de Fromelles en julio de 1916 es significante como la primera ocasión en que las fuerzas australianas vieron acción en el Frente Occidental.
Se está de acuerdo en que la batalla fue un desastre para los Aliados, donde al menos 5.500 australianos y 2.000 británicos fueron matados o heridos.
En julio de 2007, historiadores encontraron el mayor entierro en masa desde el fin de la I Guerra Mundial.

## Demografía
| 602 | 603 | 694 | 751 | 887 | 961 |
| Para los censos de 1962 a 1999 la población legal corresponde a la población sin duplicidades (Fuente: INSEE [Consultar]) |     |     |     |     |     |